# Полтево (Витебский район)
По́лтево, Подтево (бел. По́лцева, Подцева) — упразднённая деревня в Витебском районе Витебской области Белоруссии. В составе Куринского сельсовета.

## География
Располагалась на территории Витебского района, в 3 км к западу от д. Курино Куринского сельсовета.

## История
Деревня уничтожена немецко-фашистскими захватчиками вместе с жителями во время Великой Отечественной войны.
Перед войной в деревне проживало 80 человек.
Во время карательной экспедиции 23 мая 1943 года гитлеровцы убили 29 жителей и сожгли деревню (18 дворов).
После войны не возродилась.
На месте сожжённой деревни в 1958 году установлен обелиск.
Деревня увековечена в мемориальном комплексе «Хатынь».

## Население

### Численность
- 1940 год — 80 жителей

### Динамика
- 1940 год — 80 жителей

## Достопримечательность
- Обелиск на месте сожжённой деревни (1958)[2].